# Montmartre Blues (Oscar Pettiford)
Montmartre Blues è un album di Oscar Pettiford, pubblicato dalla Black Lion Records nel 1989. I brani furono registrati dal vivo al Café Montmartre di Copenaghen (Danimarca) nelle date indicate nella lista tracce.

## Tracce
1. Montmartre Blues – 6:46 (Oscar Pettiford) – Registrato il 5/6 luglio del 1960 a Copenaghen (Danimarca)
2. Back in Paradise – 4:30 (Hans Hammerschmidt) – Registrato il 5/6 luglio del 1960 a Copenaghen (Danimarca)
3. Why Not? That's What – 7:25 (Oscar Pettiford) – Registrato il 5/6 luglio del 1960 a Copenaghen (Danimarca)
4. Willow Weep for Me – 3:02 (Ann Ronell) – Registrato il 5/6 luglio del 1960 a Copenaghen (Danimarca)
5. My Little Cello – 3:39 (Oscar Pettiford) – Registrato il 5/6 luglio del 1960 a Copenaghen (Danimarca)
6. Straight Ahead – 4:40 (Erik Nordström, Jan Johansson) – Registrato il 5/6 luglio del 1960 a Copenaghen (Danimarca)
7. Two Little Pearls – 5:46 (Oscar Pettiford) – Registrato il 5/6 luglio del 1960 a Copenaghen (Danimarca)
8. Blue Brothers – 3:58 (Louis Hjulmand) – Registrato il 22 agosto 1959 a Copenaghen (Danimarca)
9. There Will Never Be Another You – 5:59 (Mack Gordon, Harry Warren) – Registrato il 22 agosto 1959 a Copenaghen (Danimarca)
10. Laverne Walk – 5:14 (Oscar Pettiford) – Registrato il 5/6 luglio del 1960 a Copenaghen (Danimarca)

## Musicisti
Brani 1, 2, 3, 4, 5, 6, 7 e 10 (Oscar Pettiford and His Jazz Groups)
- Oscar Pettiford - contrabbasso
- Allan Botschinsky - tromba
- Erik Nordström - sassofono tenore
- Louis Hjulmand - vibrafono
- Jan Johansson - pianoforte
- Jørn Elniff - batteria

Brani 8 e 9 (Trio)
- Oscar Pettiford - violoncello
- Louis Hjulmand - vibrafono
- Jan Johansson - pianoforte[3]